# خت
خت هي قرية جبلية تقع جنوب شرق مدينة رأس الخيمة، في الإمارات العربية المتحدة. وتشتهر بالينابيع الساخنة. وتقع عند سفوح جبال جيس، محاطة بأشجار النخيل والمزارع التي يصل عددها إلى أكثر من 300 مزرعة.

## التاريخ

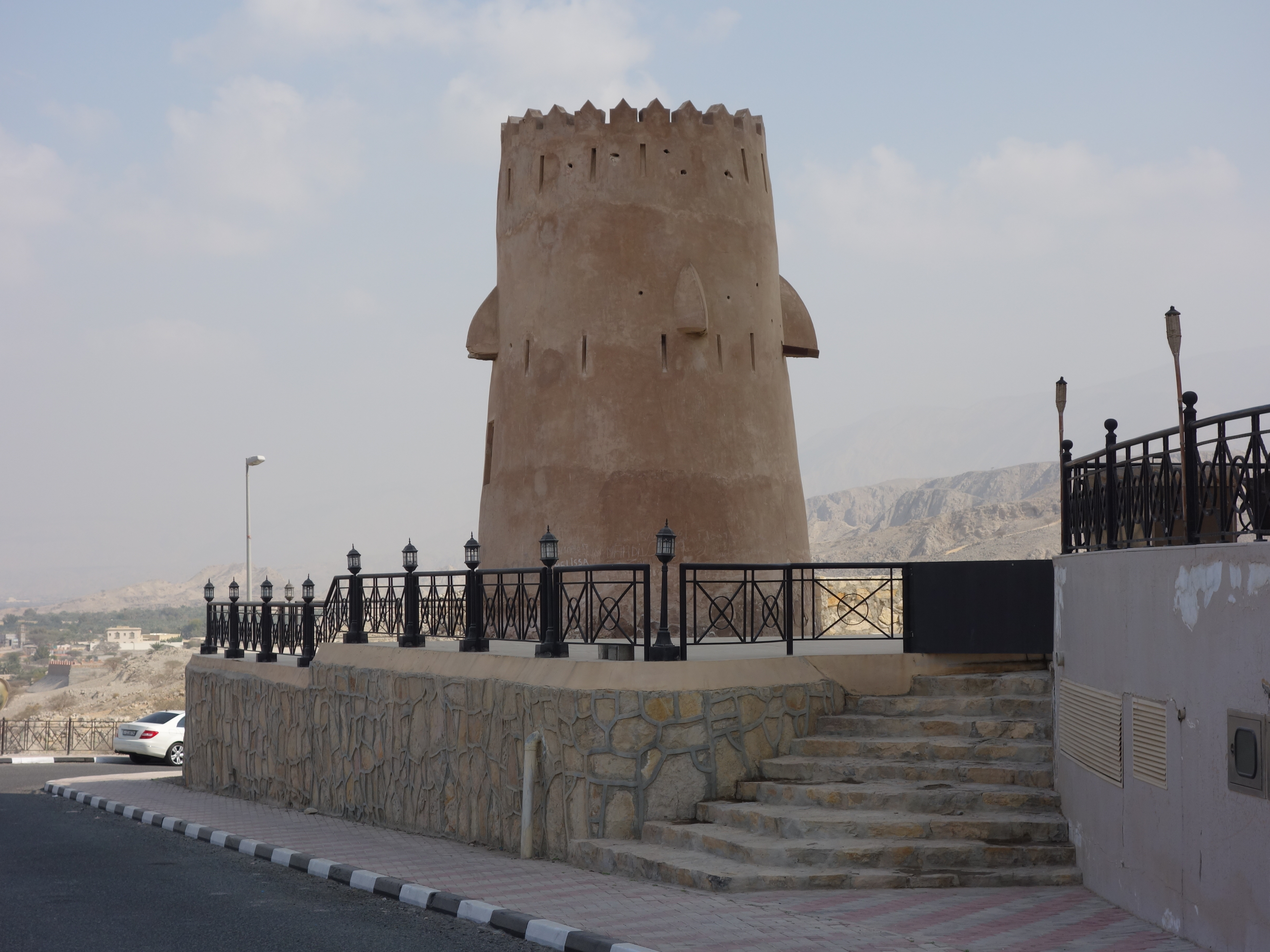
أحد أبراج منطقة خت

يعود تاريخ خت إلى خمسة آلاف سنة، أي إلى فترة العبيد، فقد عثرت البعثات الأثرية التي استقدمتها دائرة الآثار والمتاحف برأس الخيمة في تلك المنطقة على مجموعة من المقتنيات التي تعود إلى تلك الحقبة، حيث كانت المنطقة مأهولة بالسكان وكانت مهداً لنشاط تجاري كبير مع عدد من المناطق في الشرق والغرب، كما كشفت التنقيبات التي أجراها فريق من جامعة دورهام في بداية التسعينات عن مجموعة من المقابر الحجرية التي تعود إلى عصور ماقبل التاريخ.  كانت خت مطمعاً للصوص وقطاع الطرق في الماضي نظراً لما فيها من خيرات ولتوافر المزارع والمواشي فيها، مما دفع أبناء المنطقة إلى بناء الأبراج والقلاع والحصون للدفاع عن منطقتهم، حيث يصل عدد الأبراج التاريخية الموجود في المنطقة إلى خمسة أبراج منها برج المدينة الذي تم بناؤه عام 1901، وبرج النقبي الذي بني عام 1938، وبرج عنبر الذي يوجد بالقرب منه مسجد قديم يسمى المسجد الغربي أو مسجد برج عنبر ويعود تاريخه إلى 150 عاماً مضت، بالإضافة لبرج الحارة الغربية، كما توجد أطلال لبرج خامس تهدم بفعل الزمن في الجهة الغربية من البلدة والذي يوجد بجواره برج صغير كان يسمى الغرفة. ويعتقد أن تسمية خت جائت من فعل خت وتعني اختبئ، أو أنها ترجع إلى خثعم وهو الجد الذي يعود إليه نسب أهالي المنطقة وتحورت فيما بعد إلى خت.

## الموقع
إحدى مناطق إمارة رأس الخيمة

## سكانها
يسكنها غالبية من قبيلة النقبين وهم امرائها وشيوخها ويقطن معهم الشحوح و الحبوس

## الينابيع

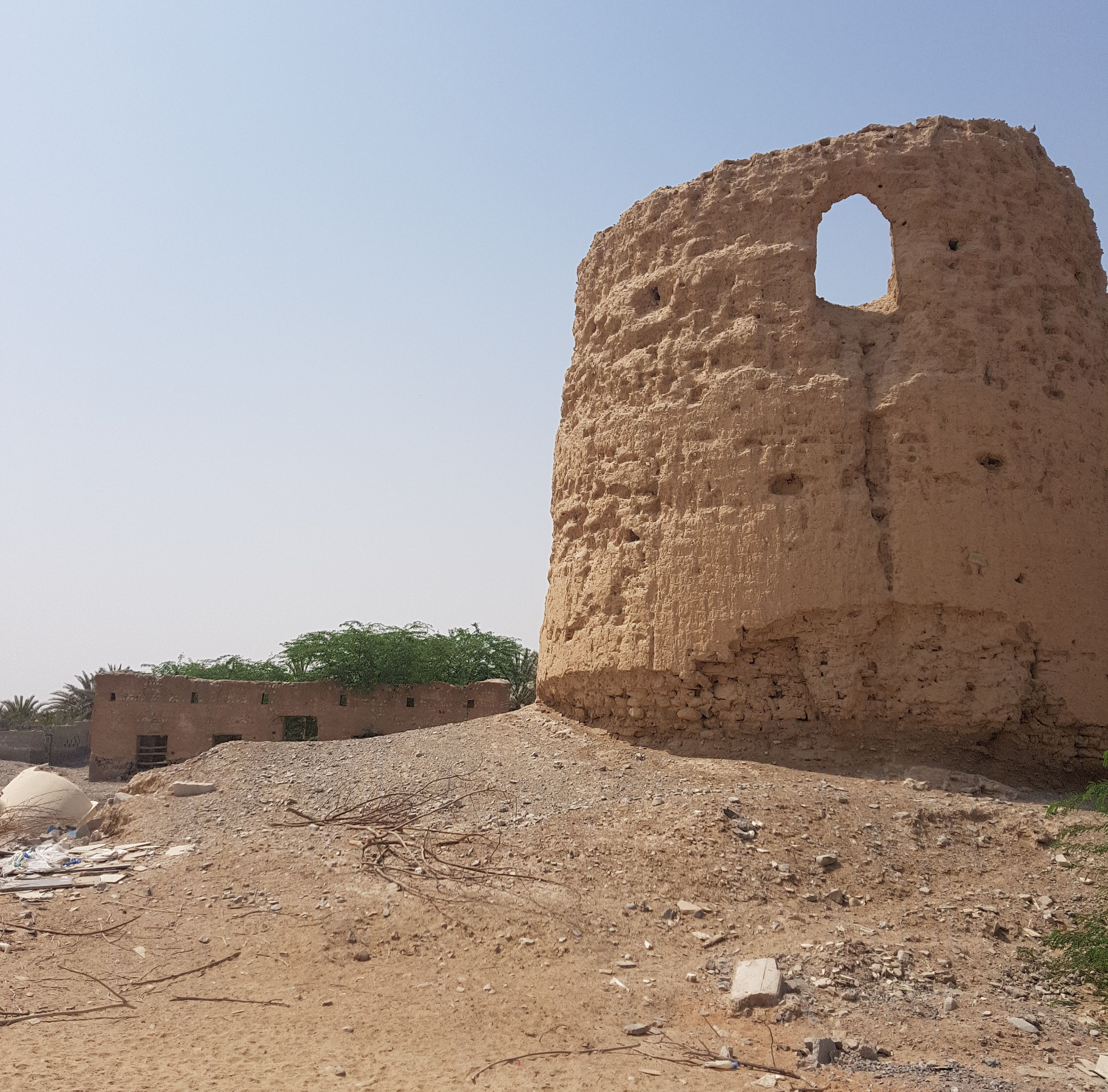
برج من الطوب الطيني في خت

تشتهر خت بوجود مجموعة من ينابيع المياه الساخنة التي تستخدم لأغراض علاجية وترفيهية بمياهها الكبريتية التي تتدفق طوال العام، ومن أبرز هذه الينابيع، العين الشمالية التي تعرف بعين خت، وعين المزون، وعين سلطان، والعين البارزة.